# Upper One (Warschau)

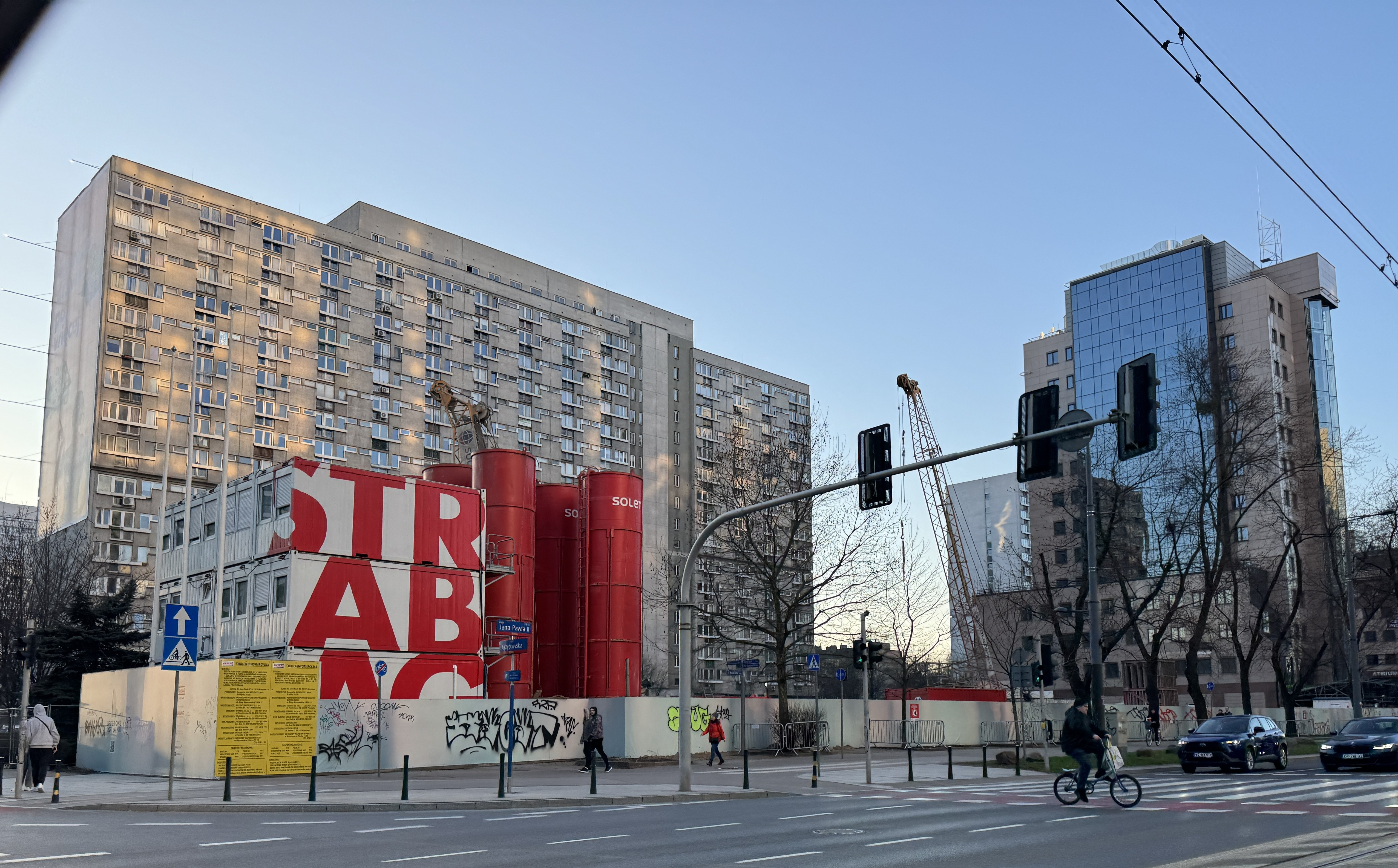
Fundament-Bauarbeiten im März 2024

Upper One ist ein im Bau befindlicher Gebäudekomplex in Warschau, der aus einem 34-geschossigen Bürohochhaus und einem Hotel mit 17 Etagen bestehen wird. Der Komplex hat 5 unterirdische Geschosse. Die Gebäude liegen an der Kreuzung der Aleja Jana Pawła II und der Grzybowska-Straße und damit im Stadtbezirk Wola an der Grenze zum Innenstadtbezirk Śródmieście.

## Geschichte
Am Bauplatz in der Aleja Jana Pawła II 23 war in den 1990er Jahren das vom Architektenbüro Kazimierski i Ryba entworfene Atrium International-Bürogebäude errichtet worden. Im September 2023 wurde mit dem Abriss des veralteten Gebäudes begonnen. Der Abriss dauerte sieben Monate; dabei wurden 388 Tonnen Eisen und Stahl, 25 Tonnen Kabel, 20 Tonnen Holz sowie 70 Tonnen Dämmstoffe recycelt. Insgesamt konnten 70 % des gewonnenen Materials einer Wiederverwendung zugeführt werden. So wurden Fenster beim Wiederaufbau von Gebäuden in der Ukraine genutzt. Der Boden der Lobby des Neubaus wird aus Marmorplatten früherer Gemeinschaftsräume bestehen.
Das neue Gebäude ist ein Projekt der Strabag Immobilien; es wurde von der schlesischen Studio Medusa Group in Zusammenarbeit mit dem österreichischen Architekturbüro MHM Architekten entworfen. Generalbauunternehmer ist Strabag Polska.
Upper One soll im Jahr 2026 fertiggestellt sein.

## Architektur
Der 131,5 Meter hohe Büroturm wird über eine ziehharmonikaförmige, asymmetrische Glasfassade verfügen; die fünf Panorama-Glasaufzüge des Hochhauses werden nach Angabe des Entwicklers einer „pulsierenden“ Bewegung ähneln. Darüber hinaus gibt es drei interne Aufzüge. Die Gesamtbürofläche des Hochhauses wird knapp 36.000 Quadratmeter betragen. Auf den obersten Etagen befinden sich rund 400 Quadratmeter Terrassenflächen.
Das Hotelgebäude wird 300 Zimmer auf einer Fläche von 11.000 Quadratmetern anbieten. In der Tiefgarage werden 211 Parkplätze entstehen. Der Komplex wird LEED Platinum- and WELL-zertifiziert.